# Academia de baile Gloria
Academia de baile Gloria es una serie de televisión emitida por La 1 de Televisión Española en 2001.

## Argumento
Gloria es una mujer con problemas financieros. Está divorciada y debe sacar adelante a dos hijos. En su afán emprendedor decide abrir una academia de baile, por la que desfilarán todo tipo de personajes histriónicos y estrafalarios. Tras múltiples vicisitudes, Gloria reencuentra el amor en la figura del apuesto Alberto (Jaime Blanch).

## Reparto

### Reparto principal
- Lina Morgan - Gloria
- Marta Puig - Leo (Capítulos 1-2-3-4-5-6-7-8-9-10-11-12-13-14-15-16 y 17)
- Charo Reina - Fátima (Capítulos 1-2-3-4-5-6-7-8-9-10-11-12-13-14-15-16 y 17)
- Carmen Morales - Gin (Capítulos 1-2-3-4-5-6-7-8-9-10-11-12-13-14-15-16 y 17)
- Eugenia Roca - Eulalia (Capítulos 1-2-3-4-5-6-7-8-9-10-11-12-13-14-15-16 y 17)
- Sofía Mazagatos - Alba (Capítulos 2-3-4-5-6-7-8-9 y 10)
- Paco Racionero - Don Jacinto (Capítulos 1-2-3-4-5-6-7-8-9-10-11-12-13-14-15-16 y 17)
- Jesús Olmedo - Alberto (Capítulos 1-2-3-4-5-6-7-8-9-10-11-12-13-14 y 15)
- Juana Cordero - Raquel (Capítulos 8-9-10-12-13-14-15-16 y 17)
- José Luis Mosquera - Óscar (Capítulos 1-2-3-4-5-6-7-8 y 9)
- Kako Larrañaga - Obus / Valita (Capítulos 1-2-3-4-5-6-7-8-9-10-11-12-13-14-15-16 y 17)
- Vura Serra - "¿?" (Capítulos 1-2-3-4-5-6-7-8 y 9)
- Marisa Lahoz - "¿?" (Capítulos 1-2-3-4-5-6-7-8-9-10 y 11)
- Beatriz Santiago - "¿?" (Capítulos 1-2-3-4-5-6-7-8-9-10 y 11)
- Natalia Robres - Purita (Capítulos 1-2-3-4-5-6-7-8-9 y 11)
- Esther del Prado - Sara (Capítulos 1-2-3-4-5-6-7-8-9 y 11)
- David Alemán - Damián (Capítulos 2-3-4-5-6-8-9-10-11-12-13-14-15-16 y 17)
- Paco Luna - José María / Lobo (Capítulos 2-3-4-5-6-8-9-10-11-12-13-14-15-16 y 17)

### Reparto Secundario
- Rosabel Molina - "¿?" (Capítulo 4)
- Laura S. Zapardiel - "¿?" (Capítulo 4)
- Santiago Nogués - ¿? (Capítulos 9-10-12-13 y 14)
- Luisber Santiago  - "¿?" (Capítulo 10)
- Eloísa Martín - "¿?" (Capítulo 12)
- Carmen María Carré - "¿?" (Capítulo 12)
- Lola Torijo - "¿?" (Capítulo 12)
- Ana Carreras - "¿?" (Capítulo 12)
- Mandy Roma - "¿?" (Capítulo 12)
- María Peñafiel - "¿?" (Capítulos 13 y 14)
- Carmen Corchs - "¿?" (Capítulo 13)

### Colaboraciones especiales
- Bárbara Rey (Capítulo 1)
- Fernando Conde (Capítulo 1)
- José Antonio Ferrer (Capítulo 2)
- Paco Valladares (Capítulo 3)
- María del Puy (Capítulo 3)
- Marisa Porcel (Capítulo 4)
- Damián Velasco (Capítulo 4)
- Juan Meseguer (Capítulo 4)
- Emilio Linder (Capítulo 5)
- Fabián López Tapia (Capítulo 5)
- Pedro Ruiz (Capítulo 6)
- Norma Duval (Capítulos 7 y 13)
- Pepe Martín (Capítulos 7, 12 y 13)
- Los Morancos (Capítulo 8)
- Raúl Sender (Capítulos 9, 16 y 17)
- Máximo Valverde (Capítulo 10)
- Juan Jesús Valverde (Capítulo 11)
- Jaime Blanch (Capítulos 12, 13, 14, 15, 16 y 17)
- Rosa Valenty (Capítulo 14)
- Lolita Flores (Capítulo 15)
- Daniela Cardone (Capítulo 16)
- Pepe Rubio (Capítulo 17)
- Juncal Rivero (Capítulo 17)
- Concha Goyanes (Capítulo 17)

## Listado de episodios
- 1- Un día tranquilo 8/3/01 - 4.774.000 espectadores Colaboradores: Marta Puig, Charo Reina, Eugenia Roca, Carmen Morales, Paco Racionero, Jesús Olmedo, José Luis Mosquera,  Kako Larrañaga, Vura Serra, Marisa Lahoz, Beatriz Santiago, Esther del Prado y Natalia Robres Invitados: Bárbara Rey y Fernando Conde
- 2- Feliz cumpleaños 15/3/01 - 3.956.000 espectadores Colaboradores: Marta Puig, Charo Reina, Eugenia Roca, Carmen Morales, Paco Racionero, Jesús Olmedo, José Luis Mosquera, Kako Larrañaga, Vura Serra, Marisa Lahoz, Beatriz Santiago, Esther del Prado, Natalia Robres, Paco Luna, David Alemán y Sofía Mazagatos Invitado: José Antonio Ferrer
- 3- Ni esto ni lo otro, sino todo lo contrario 22/3/01 - 4.098.000 espectadores Colaboradores: Marta Puig, Charo Reina, Eugenia Roca, Carmen Morales, Paco Racionero, Jesús Olmedo, José Luis Mosquera, Kako Larrañaga, Vura Serra, Marisa Lahoz, Beatriz Santiago, Esther del Prado, Natalia Robres, Paco Luna, David Alemán y Sofía Mazagatos Invitados: Paco Valladares y María del Puy
- 4- Mentiras piadosas 29/3/01 - 3.991.000 espectadores Colaboradores: Marta Puig, Charo Reina, Eugenia Roca, Carmen Morales, Paco Racionero, Jesús Olmedo, José Luis Mosquera, Kako Larrañaga, Vura Serra, Marisa Lahoz, Beatriz Santiago, Esther del Prado, Natalia Robres, Rosabel Molina, Laura S. Zapardiel, Paco Luna, David Alemán y Sofía Mazagatos Invitados: Marisa Porcel, Damián Velasco y Juan Meseguer
- 5- ¡Qué cada palo aguante su vela! 5/4/01 - 3.312.000 espectadores Colaboradores: Marta Puig, Charo Reina, Eugenia Roca, Carmen Morales, Paco Racionero, Jesús Olmedo, José Luis Mosquera, Kako Larrañaga, Vura Serra, Marisa Lahoz, Beatriz Santiago, Esther del Prado, Natalia Robres, Paco Luna, David Alemán y Sofía Mazagatos  Invitados: Emilio Linder y Fabián López Tapia
- 6- Desengaños 12/4/01 - Colaboradores: Marta Puig, Charo Reina, Eugenia Roca, Carmen Morales, Paco Racionero, Jesús Olmedo, José Luis Mosquera, Kako Larrañaga, Vura Serra, Marisa Lahoz, Beatriz Santiago, Esther del Prado, Natalia Robres, Paco Luna, David Alemán y Sofía Mazagatos Invitado: Pedro Ruiz
- 7- Encuentros 19/4/01 - 3.466.000 espectadores Colaboradores: Marta Puig, Charo Reina, Eugenia Roca, Carmen Morales, Jesús Olmedo, Vura Serra, Marisa Lahoz, Beatriz Santiago, Esther del Prado, Natalia Robres, Paco Luna, David Alemán y Sofía Mazagatos Invitados: Norma Duval y Pepe Martín
- 8- A buscarse la vida 26/4/01 - 4.073.000 espectadores Colaboradores: Marta Puig, Charo Reina, Eugenia Roca, Carmen Morales, Jesús Olmedo, Paco Luna, Kako Larrañaga, David Alemán, Marisa Lahoz, Beatriz Santiago, Esther del Prado, Natalia Robres, Juana Cordero y Sofía Mazagatos Invitados: Los Morancos
- 9- Una visita del ayer 3/5/01 - 3.767.000 espectadores Colaboradores: Marta Puig, Charo Reina, Eugenia Roca, Carmen Morales, Paco Racionero, Jesús Olmedo, Paco Luna, Kako Larrañaga, David Alemán, Marisa Lahoz, Beatriz Santiago, Esther del Prado, Natalia Robres, Juana Cordero, Santiago Nogués y Sofía Mazagatos Invitado: Raúl Sender
- 10- Quemando etapas 10/5/01 - 3.621.000 espectadores Colaboradores: Marta Puig, Charo Reina, Eugenia Roca, Carmen Morales, Paco Racionero, Jesús Olmedo, Paco Luna, Kako Larrañaga, David Alemán, Marisa Lahoz, Beatriz Santiago, Santiago Nogués, Juana Cordero, Luisber Santiago y Sofía Mazagatos Invitado: Máximo Valverde
- 11- Vivir es bonito, pero difícil 17/5/01 - 3.580.000 espectadores Colaboradores: Marta Puig, Charo Reina, Eugenia Roca, Carmen Morales, Paco Racionero, Jesús Olmedo, Paco Luna, Kako Larrañaga, David Alemán, Marisa Lahoz, Beatriz Santiago, Santiago Nogués, Juana Cordero, Natalia Robres y Esther del Prado Invitado: Juan Jesús Valverde
- 12- Un contacto explosivo 24/5/01 - 3.222.000 espectadores Colaboradores: Marta Puig, Charo Reina, Eugenia Roca, Carmen Morales, Paco Racionero, Jesús Olmedo, Paco Luna, Kako Larrañaga, David Alemán, Santiago Nogués, Juana Cordero, Eloísa Martín, Carmen María Carré, Lola Torijo, Ana Carreras y Mandy Roma Invitados: Jaime Blanch y Pepe Martín
- 13- Reunión familiar 31/5/01 - 3.034.000 espectadores Colaboradores: Marta Puig, Charo Reina, Eugenia Roca, Carmen Morales, Paco Racionero, Jesús Olmedo, Paco Luna, Kako Larrañaga, David Alemán, Santiago Nogués, Juana Cordero, Luisber Santiago, María Peñafiel y Carmen Corchs Invitados: Pepe Martín, Norma Duval y Jaime Blanch
- 14- Ajustes familiares 7/6/01 - 2.842.000 espectadores Colaboradores: Marta Puig, Charo Reina, Eugenia Roca, Carmen Morales, Paco Racionero, Jesús Olmedo, Paco Luna, Kako Larrañaga, David Alemán, Santiago Nogués, Juana Cordero y María Peñafiel Invitados: Jaime Blanch y Rosa Valenty
- 15- Limando esperanzas 14/6/01 - 2.595.000 espectadores Colaboradores: Marta Puig, Charo Reina, Eugenia Roca, Carmen Morales, Paco Racionero, Paco Luna, Kako Larrañaga, David Alemán, Juana Cordero y Jesús Olmedo Invitados: Jaime Blanch y Lolita Flores
- 16- Achares 21/6/01 - 2.887.000 espectadores Colaboradores: Marta Puig, Charo Reina, Eugenia Roca, Carmen Morales, Paco Racionero, Paco Luna, Kako Larrañaga, David Alemán y Juana Cordero Invitados: Jaime Blanch, Raúl Sender y Daniela Cardone
- 17- Petición de mano 28/6/01 - 2.745.000 espectadores Colaboradores: Marta Puig, Charo Reina, Eugenia Roca, Carmen Morales, Paco Racionero, Paco Luna, Kako Larrañaga, David Alemán, Juana Cordero, Carlos Alemán, Javier Ezcheverry y Luna González Invitados: Jaime Blanch, Raúl Sender, Pepe Rubio, Juncal Rivero y Concha Goyanes